# Avogadrov zakon
Avogadrov zakon (tudi Avogadrova domneva in Avogadrovo načelo) je plinski zakon, imenovan po Amedeu Avogadru, ki je leta 1811 predpostavil, da vsebujejo enake prostornine idealnih plinov pri enaki temperaturi in tlaku enako število delcev.
To pomeni, da vsebujeta enaki prostornini vodika in dušika enako število molekul vse dotlej, dokler imata enako temperaturo in tlak, in se obnašata kot idealna plina. V naravi idealnih plinov seveda ni. Za realne pline velja zakon samo približno, vendar dovolj natančno, da se lahko uporabi kot dober približek.
Zakon se v matematični obliki zapiše z enačbo:
{\displaystyle {\frac {V}{n}}=k\!\,.}
Pri čemer je
V = prostornina plina
n = količina plina
k = konstanta
Najpomembnejša posledica Avogadrovega zakona je, da je konstanta idealnega plina enaka za vse pline, se pravi, da je:
{\displaystyle {\frac {p_{1}V_{1}}{T_{1}n_{1}}}={\frac {p_{2}V_{2}}{T_{2}n_{2}}}=\mathrm {konst.} \!\,.}
Pri čemer je 
p = tlak plina
T = temperatura plina
Pri standardnih razmerah (T=0 °C, absolutni tlak p = 101,325 kPa) je prostornina enega mola idealnega plina (molarna prostornina) 22,414 dm3, v njem pa je 6,02214179(30)·1023 delcev (Avogadrovo število, NA).